# Trận Marignano
Trận Marignano là 1 trận đánh trong các cuộc chiến tranh Italy (1494–1559) được gọi là Chiến tranh liên minh Cambrai, giữa liên quân Pháp-Venezia  và Cựu Liên bang Thụy Sĩ. Trận đánh diễn ra ngày 13, 14 tháng 09 năm 1515, gần thị trấn ngày nay có tên là Melegnano, cách Milano 16 km  về phía Tây Nam. Kết quả trận đánh là chiếu thắng thuộc về quân Pháp.